# George Leonard Staunton

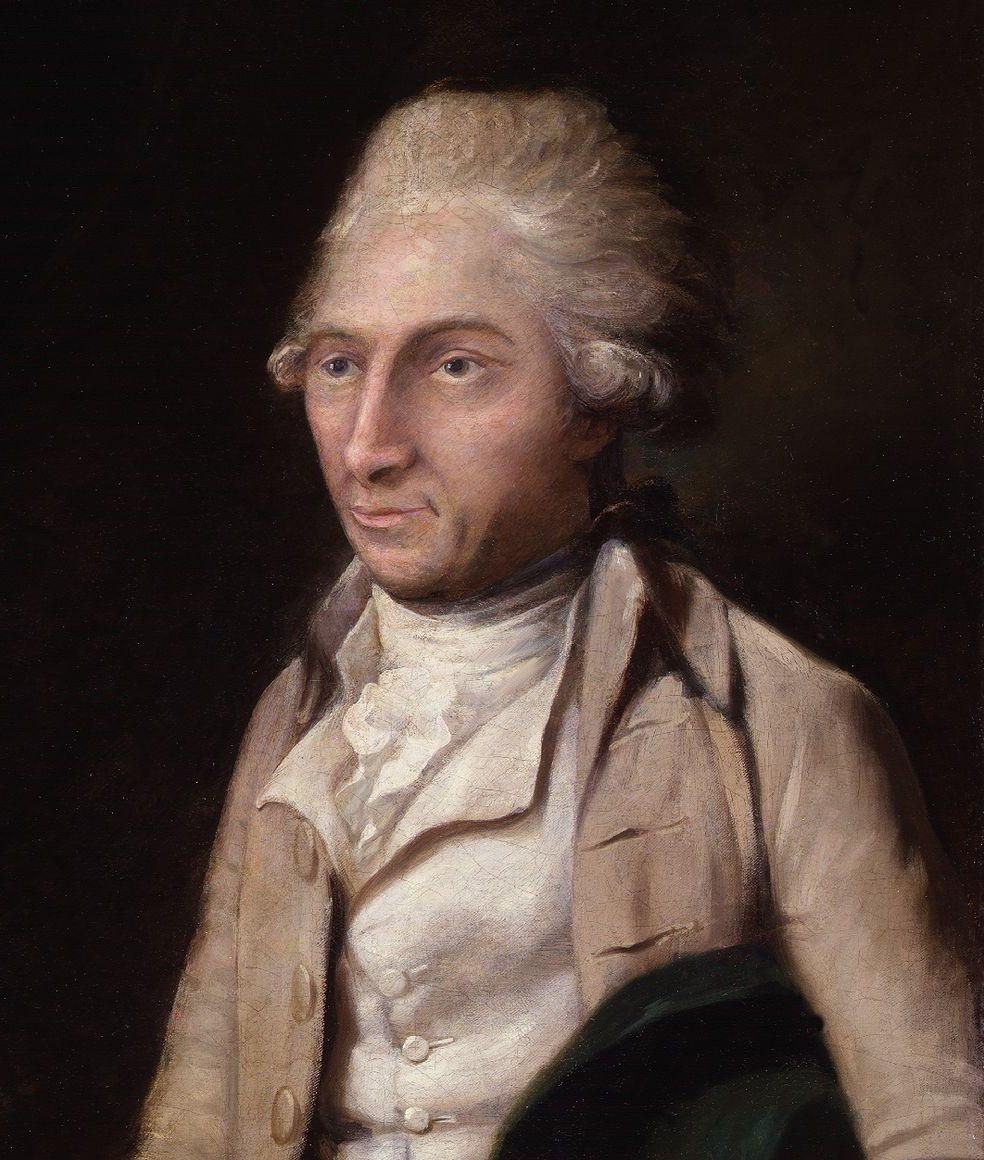
George Leonard Staunton målad av Lemuel Francis Abbott omkring 1785.

George Leonard Staunton, född den 10 april 1737 i Cargins, Galway, död den 14 januari 1801 i London, var en irländsk-brittisk botaniker, läkare och diplomat. Han var far till orientalisten George Thomas Staunton.
Satunton blev medicine doktor i Montpellier 1758. Han praktiserade som läkare i Västindien och förvärvade en stor förmögenhet, som gick till spillo,
när Grenada 1779 intogs av fransmännen och Staunton som gisslan fördes till Paris. Han upphöjdes till baronet 1785.
Staunton följde 1781 sin vän George Macartney som sekreterare till Madras och 1792-1794 på hans beskickning till Kina. Han skildrade den sistnämnda i An authentic account of the earl of Macartney’s embassy from the king of Great Britain to the emperor of China (2 band, 1797).